# Cayetano Arellano

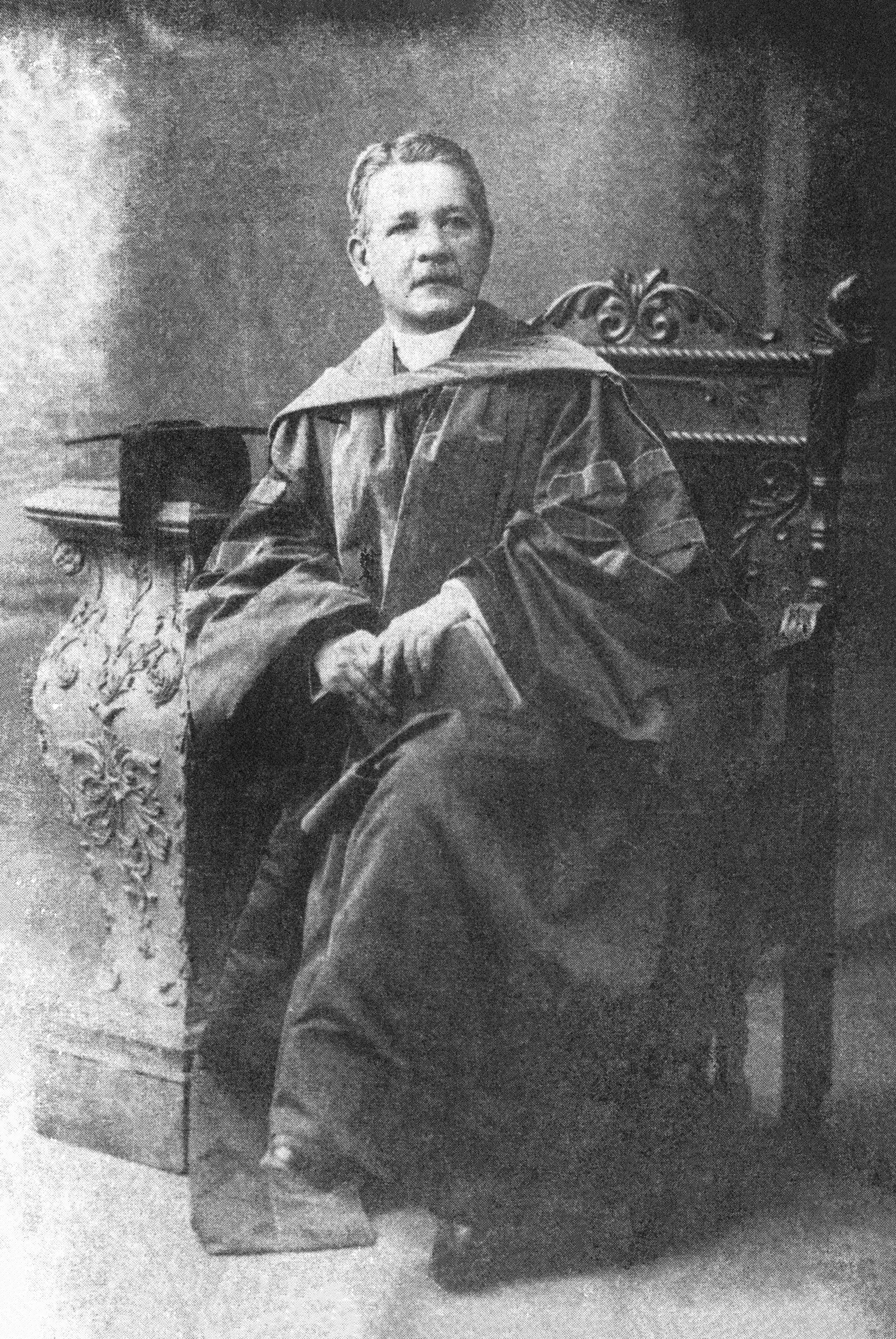
Cayetano Arellano

Cayetano L. Arellano (* 2. März 1847 in Orion, Provinz Bataan; † 23. Dezember 1920 in Manila) war ein philippinischer Jurist und der erste Filipino, der in das Amt des Vorsitzenden des obersten Gerichtshofes der Philippinen berufen wurde.
Er wurde geboren als Sohn von Don Servando Arellano und Cristina Lanzon. Im Alter von fünf Jahren begann er seine Ausbildung am Colegio de San Juan de Letran in Intramuros, Manila. Um die Ausbildung am Colegio zu finanzieren, arbeitete er am Colegio. Er galt als ein Schüler mit schneller Auffassungsgabe, so dass er ohne große Probleme gute Noten erlangen konnte. Er schloss die Ausbildung mit dem Bachelor der Künste ab. Danach regte sich in ihm der Wunsch, Priester zu werden. Er schrieb sich 1858 an der Päpstlichen und Königlichen Universität des heiligen Thomas von Aquin in Manila ein und erwarb zwei akademische Titel, den Bachelor of Philosophy 1862 und den Bachelor of Theology 1867. Danach studierte er erneut am Colegio de San Juan de Letran und erwarb dort den Bachelor of Laws. 1876 eröffnete er seine eigene Anwaltskanzlei, in der er mit Felipe G. Calderon zusammenarbeitete. Er begann nach einiger Zeit auch eine Lehrtätigkeit an der Päpstlichen und Königlichen Universität des heiligen Thomas von Aquin in Manila wahrzunehmen. Zu seinen Studenten gehörten unter anderen Francisco Ortigas, Sergio Osmeña, Manuel Quezon und Epifanio de los Santos.  
1886 wurde er zum Magistrado Suplente gewählt und 1893 Mitglied des provinzialen Verwaltungsrates, was zu seiner Berufung zum Magistrado Suplente de la Audencia Territorial de Manila 1897 führte. 1898 wurde ihm von Emilio Aguinaldo die Leitung des Außenministeriums der ersten philippinischen Republik angetragen, die er jedoch ablehnte. 1899 begann Arellano mit den US-Besatzungstruppen und der Schurman-Kommission zusammenzuarbeiten. Von ihnen wurde er zum Richter des provisorischen Obersten Gerichtes der Philippinen bestellt. Am 1. Mai 1901 wurde Arellano von William Howard Taft zum obersten Richter und Vorsitzenden des nun durch die Taft-Kommission konstituierten Obersten Gerichtshofes der Philippinen bestellt. Diese Stellung behielt er bis zum 1. April 1920 und ging dann in den Ruhestand. Er verstarb schon am 23. Dezember 1920 in Manila.
Aufgrund seiner Verdienste wurde 1938 das Arellano Law College, die heutige Arellano University, gegründet und nach ihm benannt.